# Masma (Jauja)
Masma es una localidad de la provincia de Jauja, departamento de Junín, Perú. Capital del distrito del mismo nombre. 

## Límites
Limita al norte con el distrito de Conopa y Huamalí, al este con Julca, al sur con el distrito de Julcan, Molinos y al oeste con el distrito de Ataura.
- Por el norte: Con Sais Cahuide Nº 6 y con el distrito de Monobamba.
- Por el este: Con el Distrito Cochas, Comas, Apata y Masma Chicche.
- Por el sur: Con los distritos Huamali y Ataura
- Por el oeste: Con los distritos de Huertas, Julcan, Molinos y Ricran.

## División administrativa
El distrito tiene una extensión de 14,260 km² y se encuentra dividida en siete cuarteles:
- Cuartel Primero
- Cuartel Segundo
- Cuartel Tercero
- Cuartel Cuarto
- Cuartel Quinto
- Cuartel Sexto
- Cuartel Séptimo

## Población
El Distrito tiene una población de 2,118 habitantes, según el censo de Población y Vivienda de 2005.

## Economía
La economía se basa en el conocimiento cabal de sus recursos potenciales y en la racionalidad de su manejo; así como en la amplitud y diversidad de las actividades productoras de bienes y servicios.
La principal actividad, generadora de empleo e ingresos de la población, lo constituye la agricultura y la fruticultura; además de la explotación de la tuna y cochinilla. La agroindustria, básicamente de carácter artesanal y familiar lo constituye la elaboración de chancaca a partir del maguey.
Actividad Agrícola
En el distrito de Masma se caracteriza por una economía de subsistencia, con signos de extrema pobreza; con muchas restricciones climatológicas, topográficas y económicas. En estas condiciones el poblador se dedica a la agricultura, constituyéndose en su principal actividad económica.
Actividad Pecuaria
Principales crianzas: El sistema de explotación de las principales crianzas, es con una tecnología tradicional, generalmente conducido en su mayor parte por la mujer y la colaboración de los niños, según sea el tamaño, especie y lugar de la ganadería. La actividad pecuaria es la segunda actividad en importancia, siendo las principales crianzas de ganado ovino, caprino, vacuno y porcino; entre los animales menores se tiene a los cuyes y las aves, producciones que en los últimos años se viene incrementando rápidamente.

## Historia

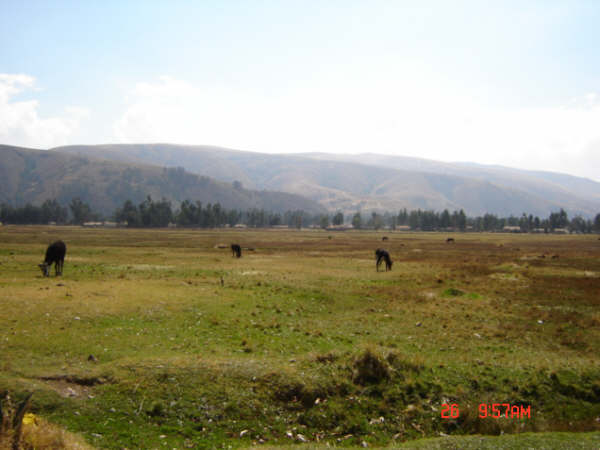
Masma

El proceso histórico del distrito de Masma, así como su conformación geográfica se integra a la historia de los pueblos del Valle del Mantaro, especialmente a Jauja.

### Época Preincaica
La formación de los cacicazgos siguientes: Huancavelica, Llacsa-Palancas, Pumpos, Churcupos, Ancaras, Huaylas, Yauyos estaban en formación, así como la gran Nación Wanca en el Valle del Mantaro. Los de Jauja y Tarma-Tampus formaron Xauxa, baluarte de los Wancas. Los Xauxas con más de 30,000 habitantes eran fuertes, laboriosos y disciplinados, cuya economía residía en la agricultura, base de todas las actividades; luego se forma la gran Confederación Wanca ( Wanca-Xauxa) , cuyo centro fue el Valle del Mantaro, Tunan Marca capital militar, y Warivilca centro religioso.

### Época Incaica
Pachacutec emprendió su penetración imperialista por el Chinchaysuyo,. luego su hermano Cápac Yupanqui consuma la dominación de la Confederación Wanca. Esta queda supeditada al Tahuantinsuyo, siendo desde entonces divididos en: URIN o LURIN WANCAS y ANAN WANCAS (barrio abajo y barrio arriba respectivamente), los Hatun Xauxas estaban al norte del valle, hasta Tarma Tampu y los incas lo llamaban Wanca Wamani, la religión e idioma de los Huancas y los Xauxas fueron respetados, por eso continuaban adorando en el templo Wariwilka al Dios Huallallo Carhuancho y a Apukonticse Wiracocha.

### En la Colonia
En esta época Jauja fue corregimiento que comprendió siete repartimientos:
- Hatun Xauxa - Mitimaes de Huarochiri.
- Urin Wanca. - Mitimaes de Longos y Laraos.
- Anan Wanca. - Mitimaes de Masma.
- Mitimaes de Chaclla

y contaba con 4 obrajes, un corregidor, un protector, un alguacil mayor y un escribano.
En las partes altas de Masma se asentaron por seguridad y para defenderse del enemigo, pequeños Ayllus dedicados al pastoreo y agricultura tal como se puede observar en las ruinas de Chucos, Acero Pata, Tinyaj Cucho.
Sus construcciones fueron de piedra sin labrar y barro (mezcla de tierra y agua) techado con paja en una forma rectangular. Sus utensilios de hierro y sus armas de piedra.
En 1708, ya existían indios masminos contribuyentes a la colonia Española. En esta época, se tiene precisamente determinada la hacienda de Santo Domingo de Pumamachay, que originalmente pertteneció a las comunidades y lo remataron a 200 pesos (Todo la parte alta y baja de Masma), aduciendo que era terreno bajo la Corona Española para el capitán Don Domingo de Uribe .
El 7 de febrero de 1713 Domingo de Uribe toma posesión de la hacienda de Santo Domingo de Pumamachay que en su mayor parte es comprensión del valle de Masma y el 16 de septiembre de 1794 lo vende la hacienda a José Fernando Solís.
En 1713 reclaman los "indios" contribuyentes a la Corona de las comunidades de Masma, Julcán, Matahuasi, Apata y San Jerónimo y el 2 de agosto de ese año, el Tribunal representado por Antonio Fontanelli, el Escribano Público don Juan Francisco Alavarez declararon que la estancia pertenece al común de los pueblos, confirmándose el 2 de septiembre por el Gobierno Superior.
En 1713, Masma fue una pequeña comunidad conformada por las familias contribuyentes que a continuación mencionamos: Pascual Benito, Nicolás Miguel, Belisario Villar, Lucas López, José Nageso, Miguel Zalasar, Martín Orihuela y los "indios" contribuyentes a la Corona, fueron José Salazar, Tomas Mayta y Miguel Salazar, con dichas personas se realizó el deslinde de los límites entre Masma y Julcan, el 25 de abril de 1713 que en conclusión quedó determinado de la siguiente manera: La pampa de Ciras, de este pasa al paraje Concayo; colinda con Huarancayo, una línea recta por la lomada de Potocayo, Petina y Puyguan; vuelta a Uchpas (opas); pasa al lugar de Yahuar Jasha, colinda con Lurin Huanca y Jana Huanca; con la hacienda de Pedro S. Caballero; una vía recta por la calle de Agustín Lázaro; al pie de Shello Mitca-Mesa Pata; Colinda con la misma hacienda de Caballero; de esto pasa por el pie del cerro Crespo, Pumahuasi y Jalloc; donde hay una peña chica a faldear; de Homo Pata a faldear a Paella Asa Chica que colinda con los pastos de Matahuasi; que de esto a encontrar el punto de Ciras que es el primer lindero a lo que hace por medio a la pampa de Paccha donde hay una piedra blanca, barrios corrales y de esto a Cajas Jalhuasa donde hay un corral chica a la faldearía de Jatun Pampa por donde hay vertientes; pasa a Purij Rumi donde finaliza los linderos entre Masma y Julcan.
Posteriormente Masma es posesionado como hacienda pertenecientes a varias familias, Coronel Condezo, Caballero, Castro y otros, luego más adelante Francisco Villar, Pedro Juan Caballero, Tinidad Nuñez, Nicanor Bravo, Oswaldo Mateo y José Córdova 

### En la República
Durante la época de la República en el Perú, Masma se fundó el 2 de octubre de 1916 como Distrito.
En 1917, el General Don ANDRES AVELINO CACERES, fue quien apadrinó la inauguración encargándole en su representación al que fue diputado en esa época Dr. Jesús Salazar.
La primera Junta Edil conformaron: Alcalde Antonio Hurtado, Síndico de Rentas Ricardo Manyari, Síndico de gastos Leonardo Soto, Primer Regidor Germán E. Nuñez , Segundo Regidor Erasmo Arroyo.
El General Andrés A. Cáceres en la Campaña de la Breña, según referencias el sueño que tuvo, le considera como Santa Rosa de Casma.
En el período de Gobierno del Presidente AGUSTO B. LEGUIA se realizó una modificación de su plaza en cuanto a su ubicación. Para entonces dicha plaza tenía una sola vía de acceso que era por la parte céntrica, por la cual se tramitó la remodelación, que gracias a una partida económica otorgado por el Presidente Augusto B. Laguia quedando con la actual ubicación con la accesibilidad por los cuatro ángulos.
Posteriormente el 5 de diciembre de 1921 se anexa al distrito de Masma en los pueblos de Curimarca, Uchubamba y el fundo Tambillo, siendo Presidente de la República Augusto B. Leguia.
También cabe mencionar que en el año 1942, Masma se divide en 7 cuarteles a diferencia de otros pueblos del valle del mantaro que se dividen en barrios, a excepción del Distrito de Muquiyauyo que también se limitan en cinco cuarteles. 